# Prévondavaux
Prévondavaux är en ort och kommun i distriktet Broye i kantonen Fribourg, Schweiz. Kommunen hade 97 invånare (2023).